# 홍성욱
홍성욱(한국 한자: 洪成昱, 2002년 9월 17일 ~ )은 대한민국의 축구 선수이다. 포지션은 수비수이다. 현재 부천 FC 1995 소속이다.